# Fonds de Quarreux

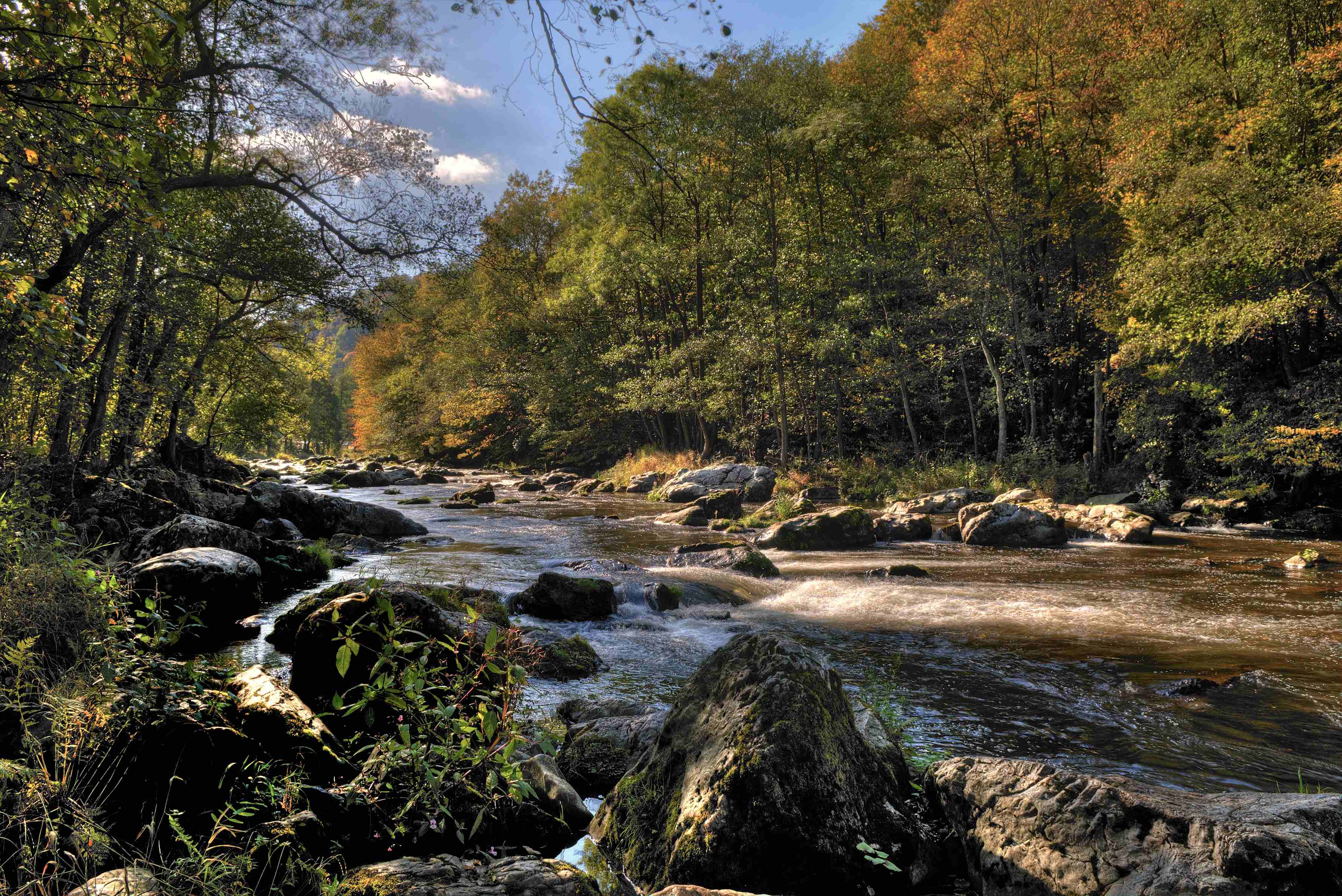
Fonds de Quarreux

De Fonds de Quarreux (Waals:Fonds d’ Cwåreu) is een punt in het dal van de Amblève in Aywaille in de Belgische Ardennen, waar verschillende rotsblokken in de rivier verspreid liggen.
Over het ontstaan van de plek bestaan verschillende legendes. Aan molenaar Hubert Chefneux was een mooie windmolen beloofd als hij zijn ziel zou verkopen aan de duivel. Zijn bezorgde echtgenote verstopte zich echter in de molen met een medaille van Onze-Lieve-Vrouw van Dieupart, waarop de molenwieken stopten met draaien. De woedende duivel maakte de molen daarop kapot; de overblijfselen bleven als rotsblokken in de Amblève liggen.